# Rymdinvasion

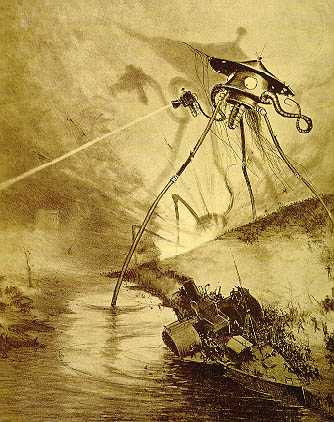
Världarnas krig av H.G. Wells (1898)

En rymdinvasion är ett vanligt scenario i science fiction-berättelser, och skildrar vanligtvis en så kallad utomjordisk invasion där utomjordingar anfaller Jorden i syfte att ta över den. Fenomenet populariserades i H.G. Wells roman Världarnas krig från 1898 där Jorden angrips av marsianer, men förekommer även i tidigare verk.
Ett omvänt scenario förekommer bland annat i TV-spelet Phantasy Star II  från 1989, där det är människan som angripit främmande civilisationer.

### Fotnoter
1. ↑  Greg Kasavin (15 juli 2005). ”The Greatest Games of All Time: Phantasy Star II”. Gamespot. http://www.gamespot.com/articles/the-greatest-games-of-all-time-phantasy-star-ii/1100-6129293/. Läst 2 oktober 2014.